# Blenniidae
Los blénidos (Blenniidae), en algunos lugares denominados borrachos, es una familia de peces marinos incluida en el orden Perciformes. Se distribuyen por los mares tropicales y subtropicales de todo el mundo, siendo raros en aguas de río o salobres.
La mayoría tienen menos de 15 cm de longitud, con el cuerpo sin escamas y con una cabeza chata sin punta. Los dientes se disponen en la mandíbula parecidos a un peine, fijos o móviles. Presentan algunas espinas en las aletas dorsal y anal. Normalmente los adultos no tienen vejiga natatoria, por lo que suelen estar pegados al fondo salvo que naden activamente.
Algunos son herbívoros, aunque la mayoría comen tanto algas como pequeños invertebrados. Algunos son peces limpiadores, comiendo los pequeños invertebrados que viven sobre otros peces.
Los machos atraen a las hembras para que depositen sus huevos en pequeños hoyos que excavan o dentro de conchas vacías de molusco, para después ser protegidos por el macho o por ambos miembros de la pareja.

## Géneros
Existen cerca de 400 especies agrupadas en los siguientes géneros:
- Adelotremus
- Aidablennius
- Alloblennius
- Alticus
- Andamia
- Antennablennius
- Aspidontus
- Atrosalarias
- Bathyblennius
- Blenniella
- Blennius
- Chalaroderma
- Chasmodes
- Cirripectes
- Cirrisalarias
- Coryphoblennius
- Crossosalarias
- Dodekablennos
- Ecsenius
- Enchelyurus
- Entomacrodus
- Exallias
- Glyptoparus
- Haptogenys
- Hirculops
- Hypleurochilus
- Hypsoblennius
- Istiblennius
- Laiphognathus
- Lipophrys
- Litobranchus
- Lupinoblennius
- Medusablennius
- Meiacanthus
- Microlipophrys
- Mimoblennius
- Nannosalarias
- Oman
- Omobranchus
- Omox
- Ophioblennius
- Parablennius
- Parahypsos
- Paralticus
- Parenchelyurus
- Pereulixia
- Petroscirtes
- Phenablennius
- Plagiotremus
- Praealticus
- Rhabdoblennius
- Salaria
- Salarias
- Scartella
- Scartichthys
- Spaniblennius
- Stanulus
- Xiphasia

## Galería de imágenes

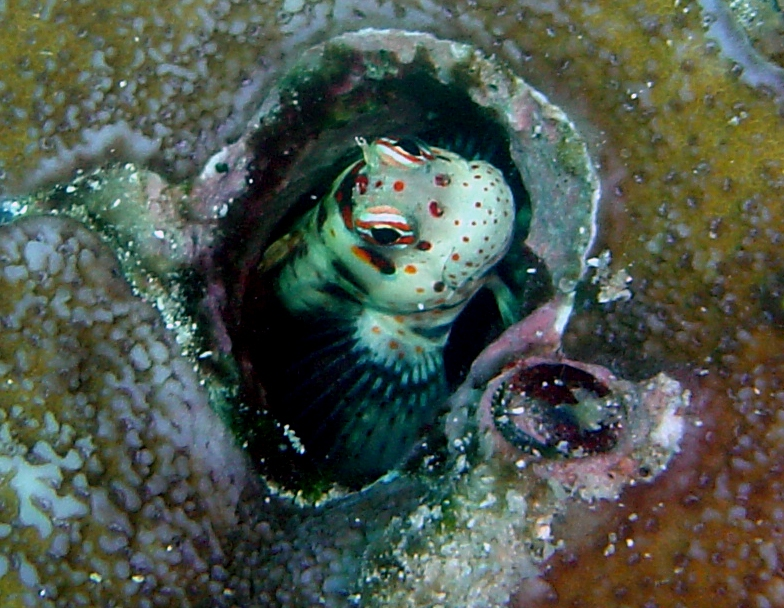
Blenniella periophthalmus
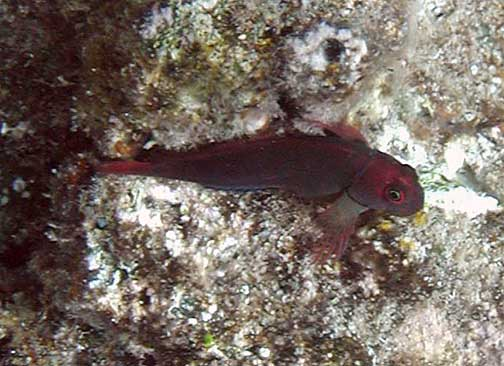
Cirripectes vanderbilti
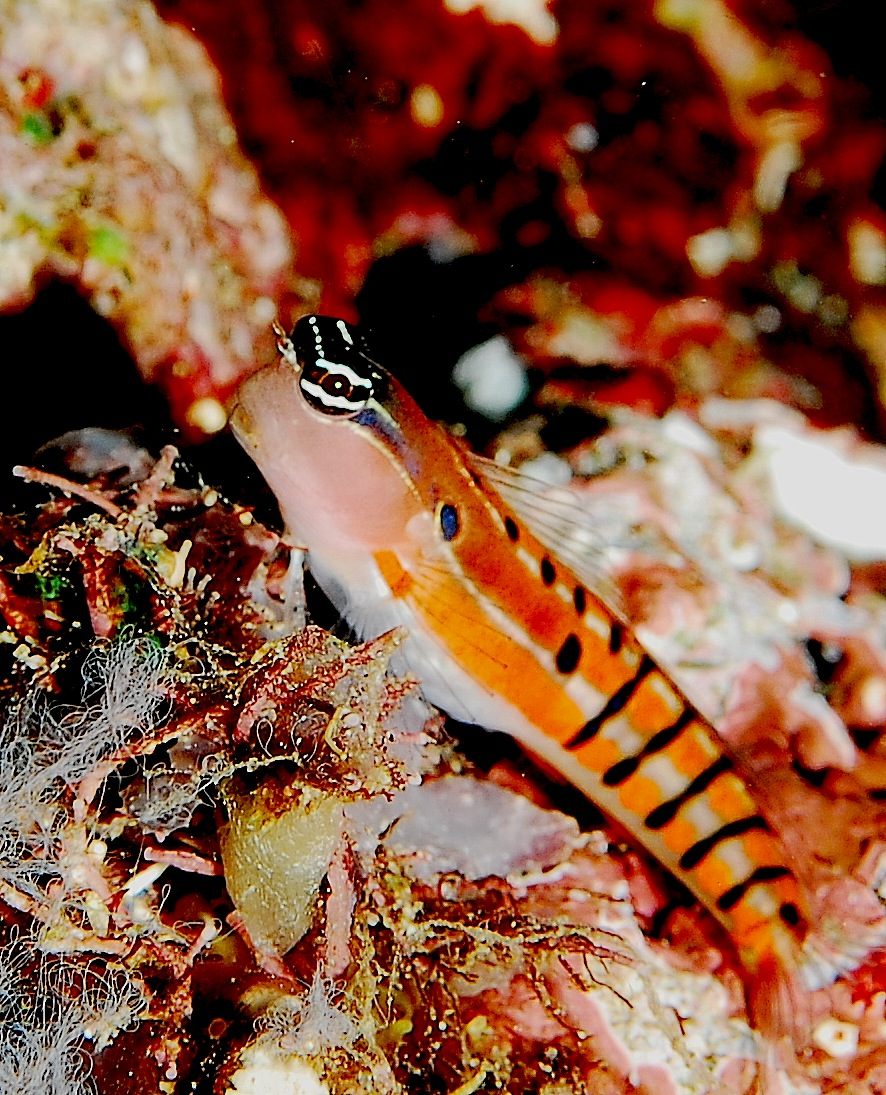
Ecsenius axelrodi
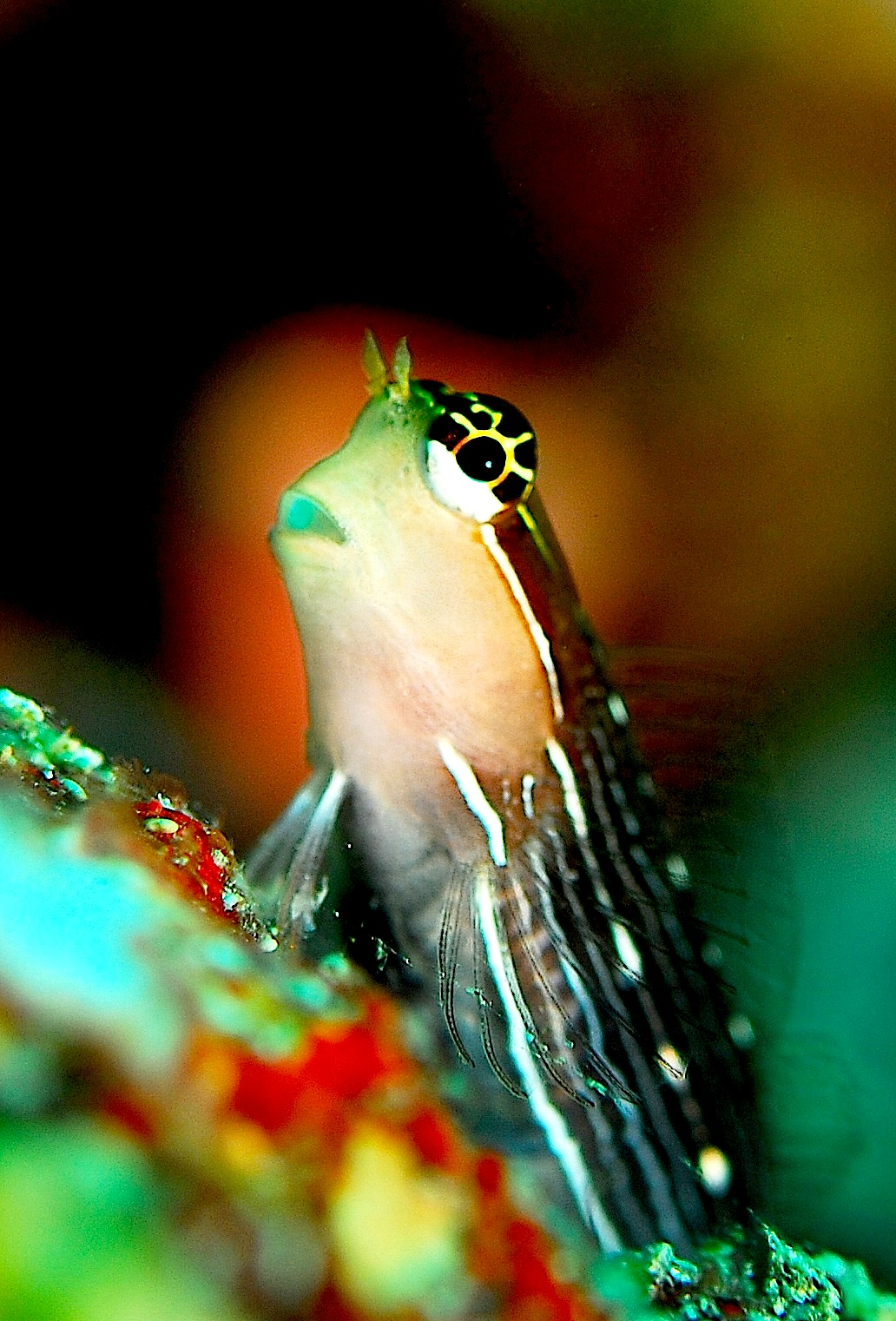
Ecsenius pictus
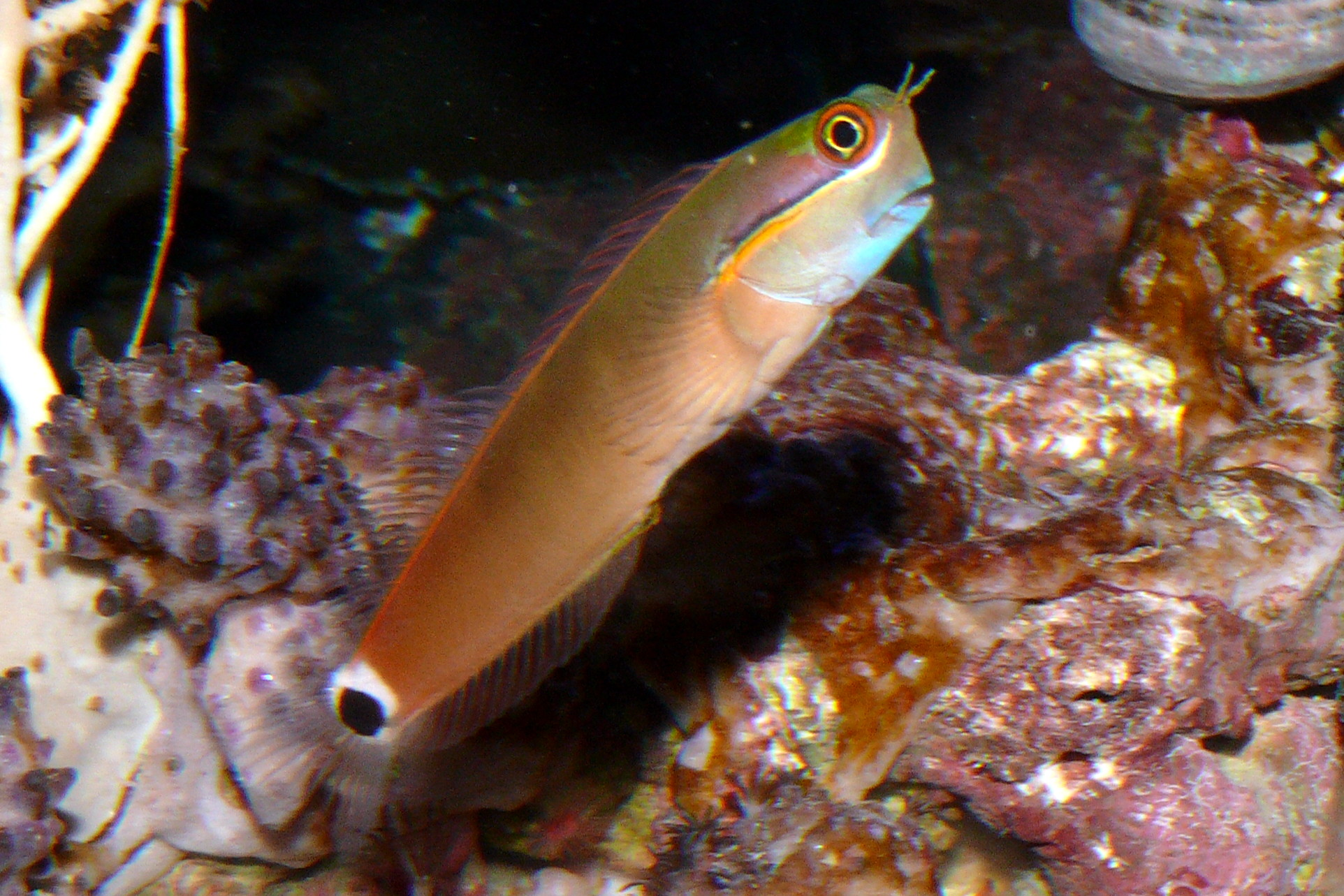
Ecsenius stigmatura
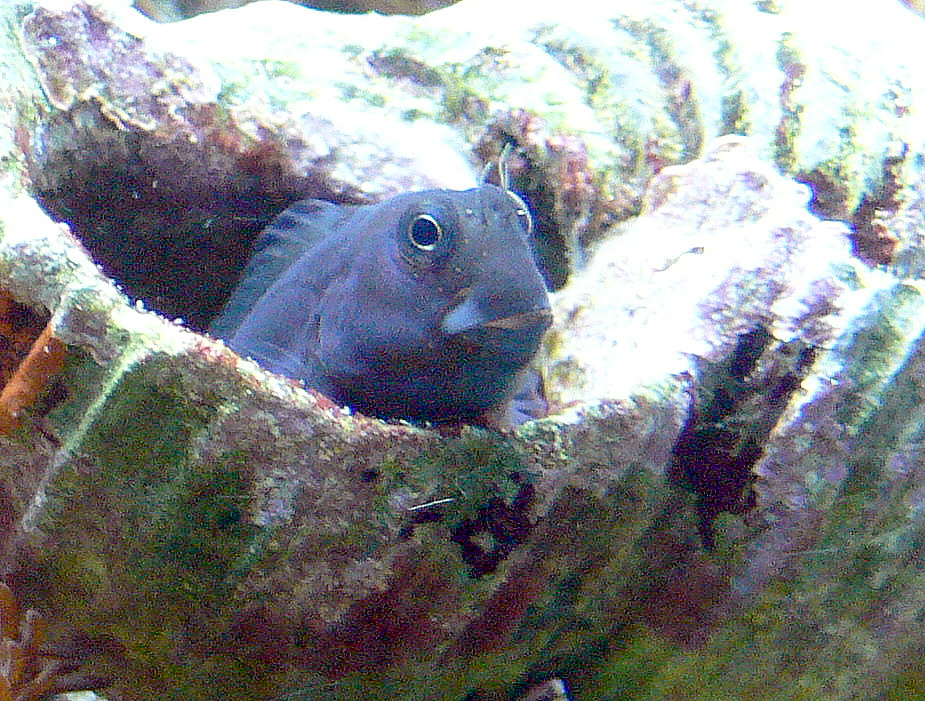
Ecsenius bicolor
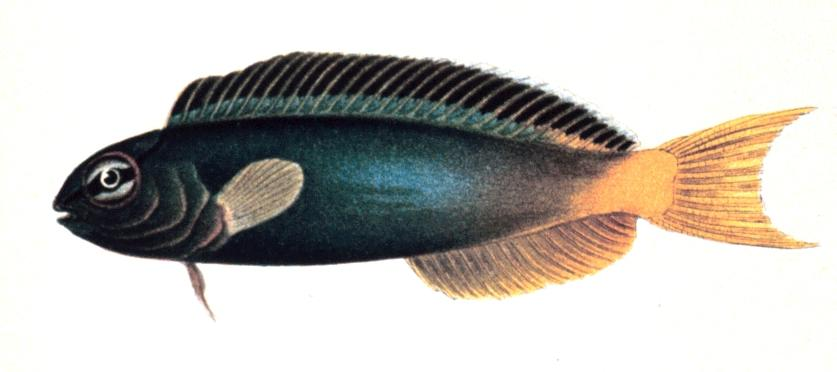
Meiacanthus atrodorsalis
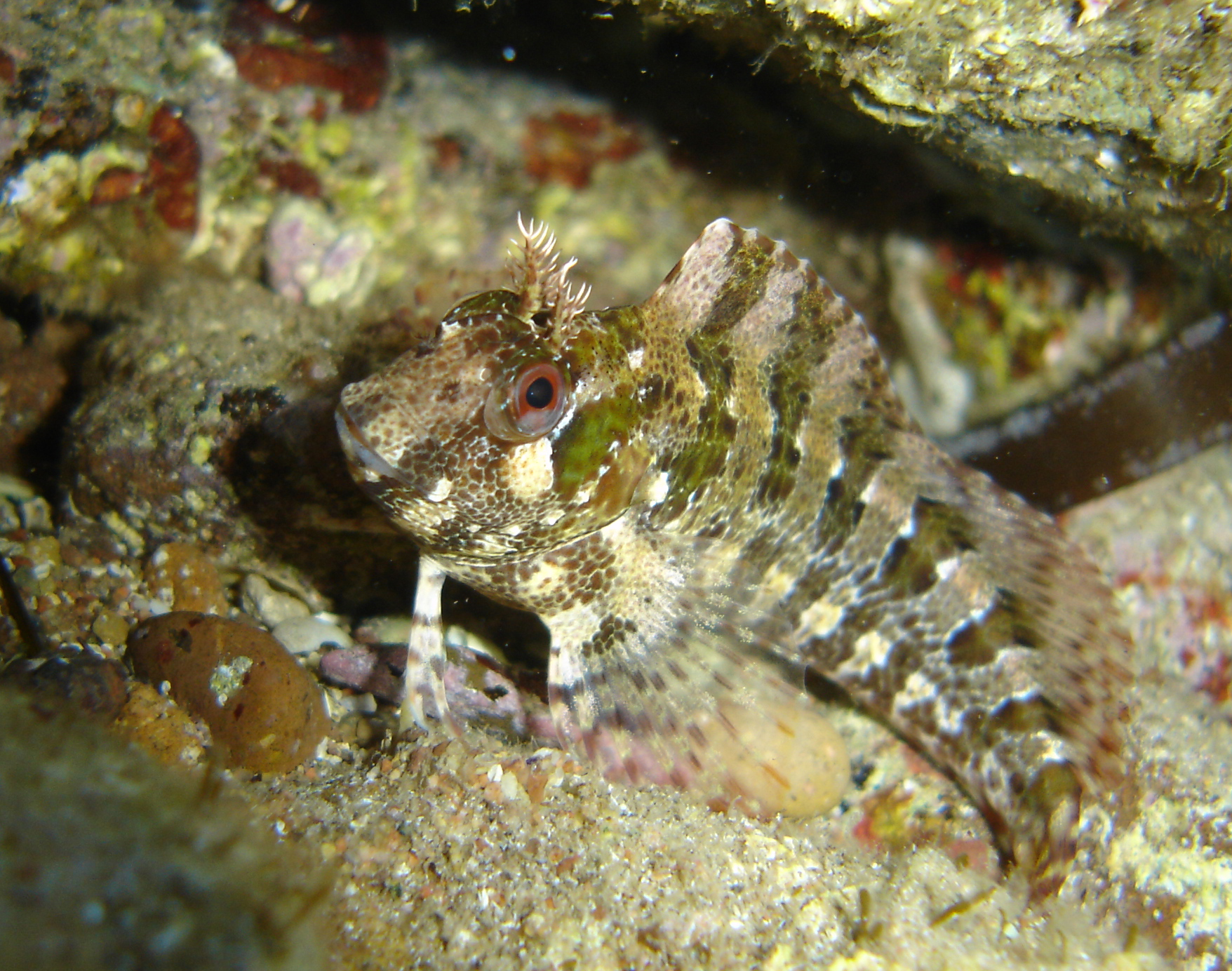
Parablennius gattorugine
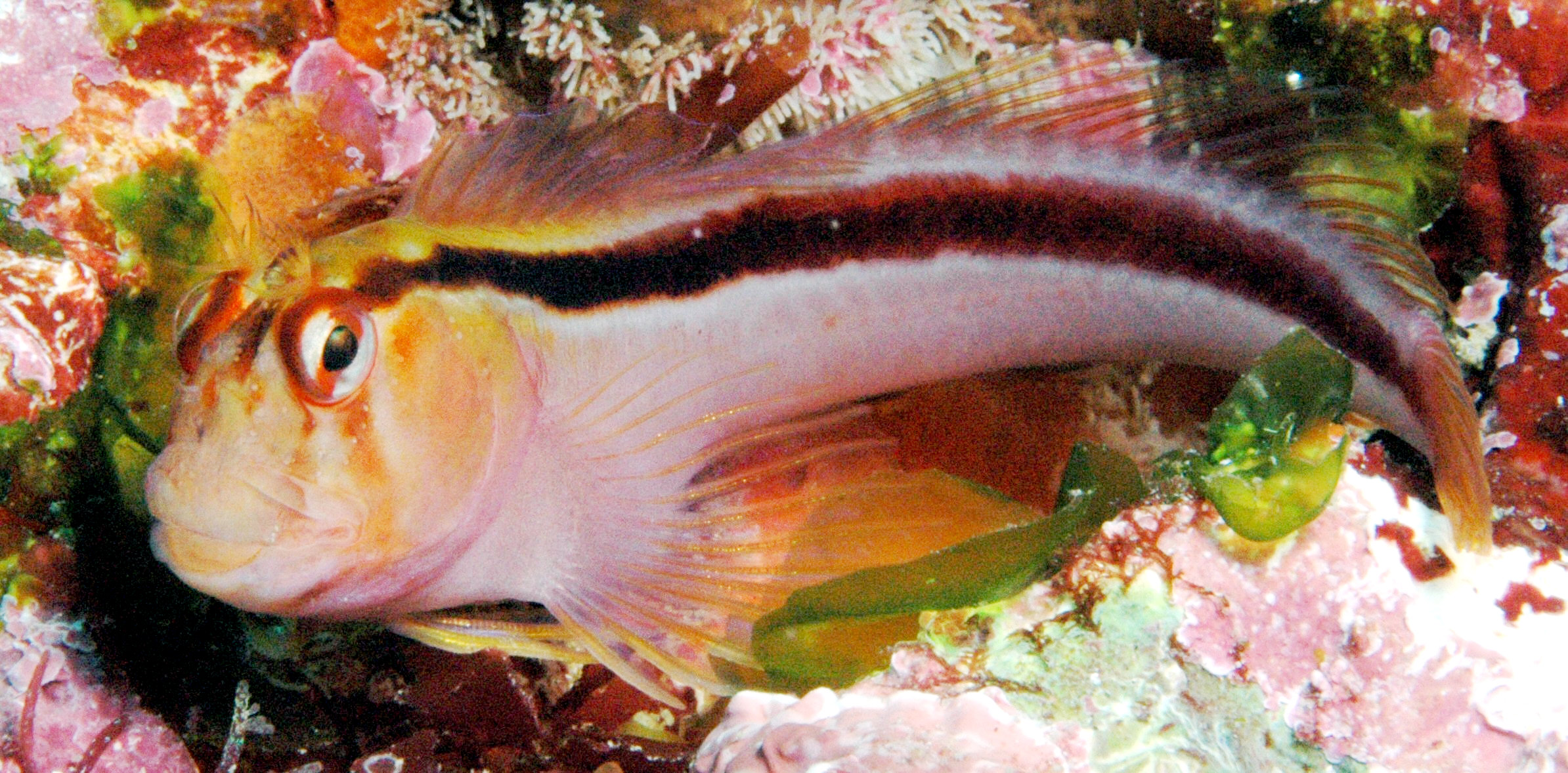
Parablennius laticlavius
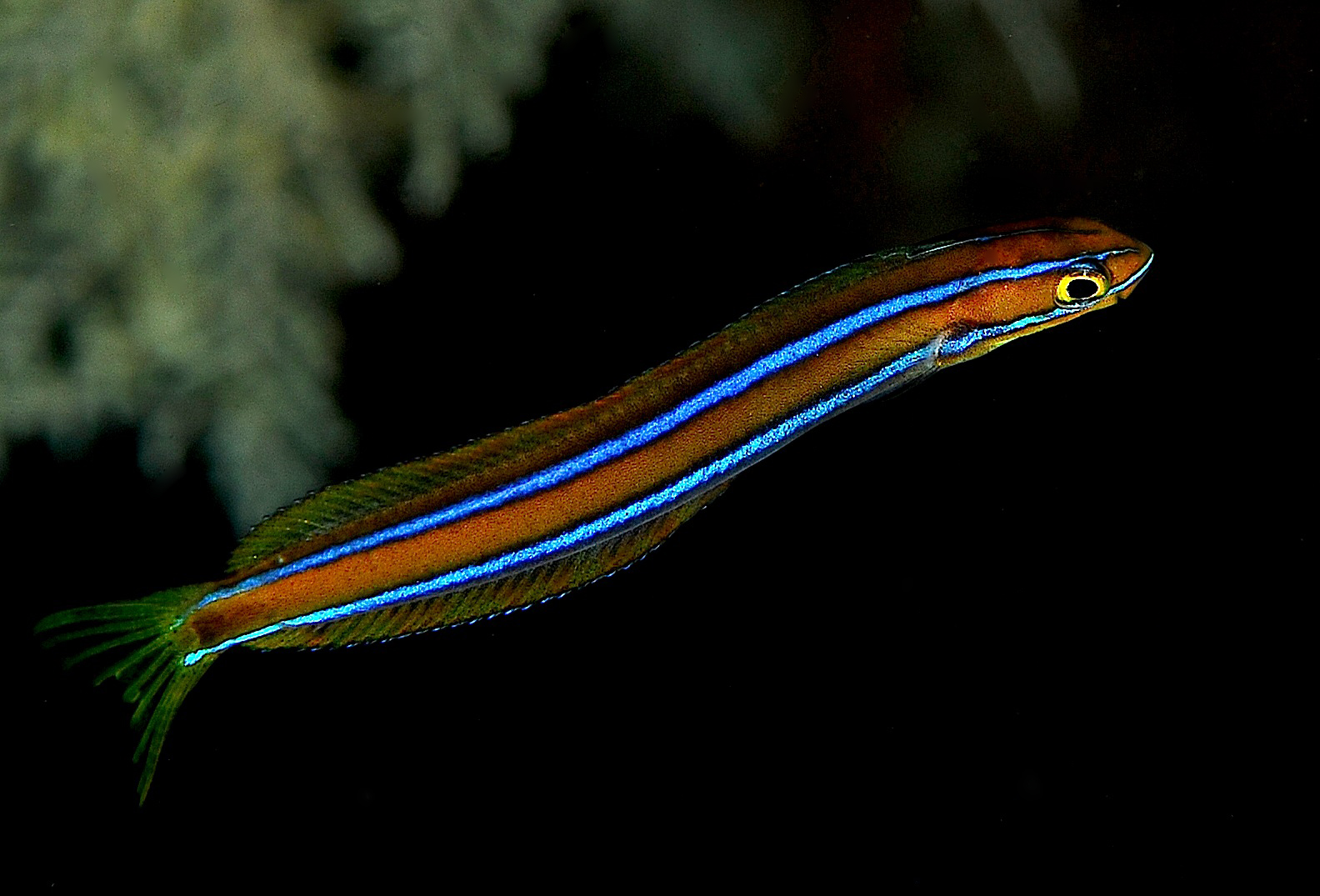
Plagiotremus rhinorhynchos
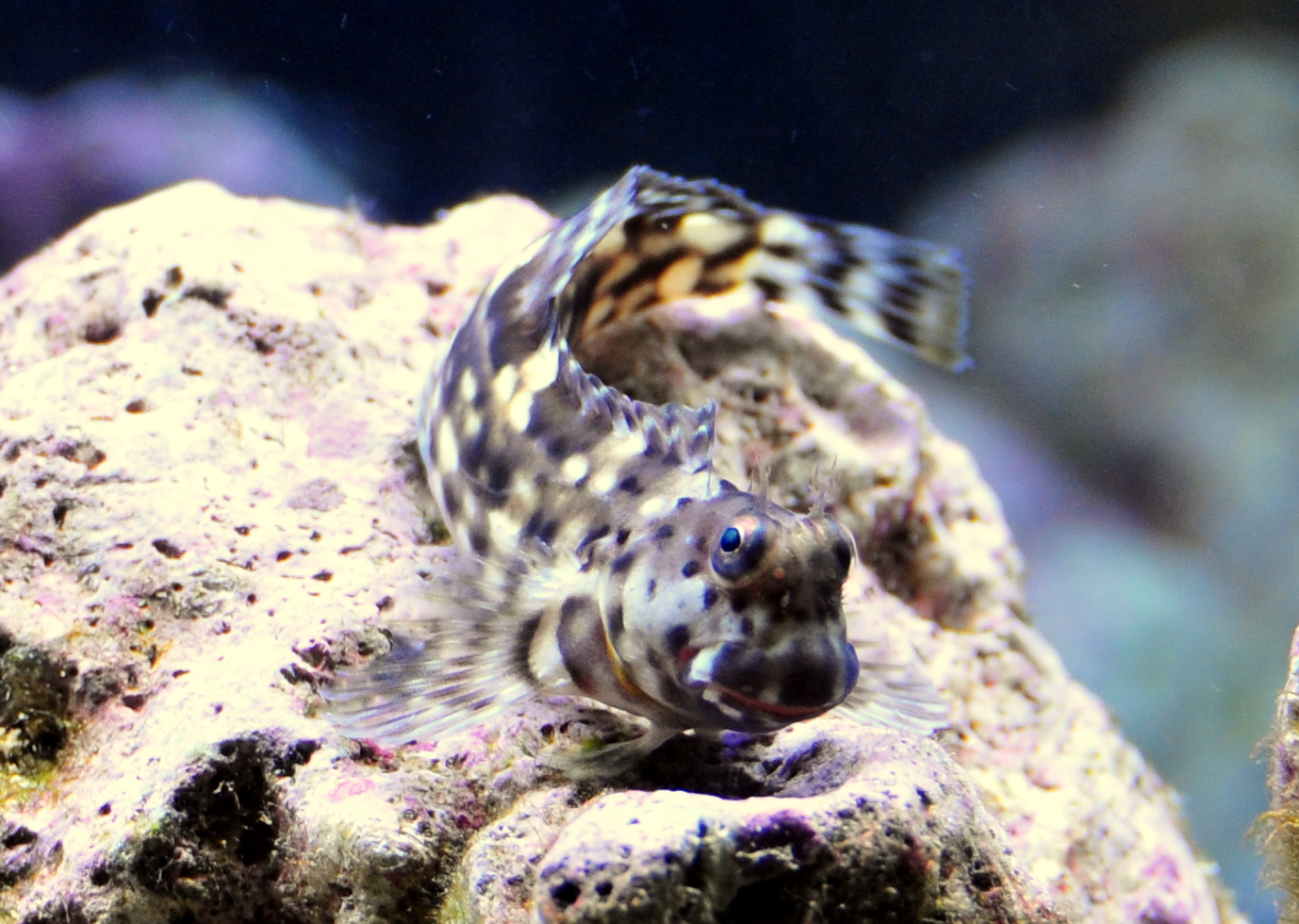
Salarias fasciatus
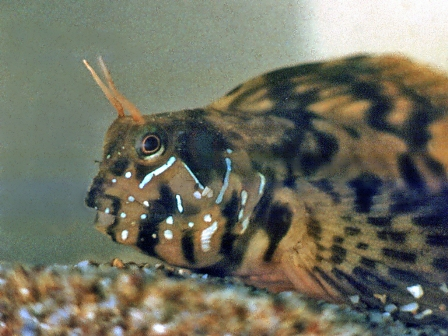
macho de Blennius sphinx